# Nebria rousseleti
Nebria (Nebria) rousseleti – gatunek chrząszcza z rodziny biegaczowatych, rodzaju lesz (Nebria) i podrodzaju Nebria. Niekiedy bywa traktowany jako podgatunek Nebria rubripes i występuje pod nazwą Nebria (Nebria) rubripes rousseleti.

## Występowanie
Chrząszcz ten jest endemitem Francji.